# Cercles de pierres de Wanar
Les cercles de pierres de Wanar sont un ensemble de cromlechs du Sénégal.

## Description
Le site mégalithique est situé près de la localité de Wanar, Kaolack. Il compte 21 cromlechs, chacun composé de piliers de latérite taillée d'environ 2 m de haut et pesant 7 t,. Les cromlechs contiennent chacun une dizaine de piliers et mesurant de 4 à 6 m de diamètre ; certaines des pierres sont de section trapézoïdale et 16 sont bifides. La zone couvre 2,17 ha.
Une carrière de latérite se trouve à environ 200 m au nord-ouest du site.

## Historique
Le site date d'entre le IIIe siècle av. J.-C. et le XVIe siècle.
En 2006, le site est inscrit sur la liste du patrimoine mondial comme partie des cercles mégalithiques de Sénégambie, avec les cercles de pierres de Sine Ngayène (Sénégal), Kerbatch et Wassu (Gambie).